# Lesula
Cercopithecus lomamiensis
Espèce
Le Lesula (Cercopithecus lomamiensis) est une espèce de cercopithèques découverte en République démocratique du Congo en 2007 et dont l'existence a été confirmée en 2012. Son nom spécifique vient de la rivière Lomami, un affluent du Congo.

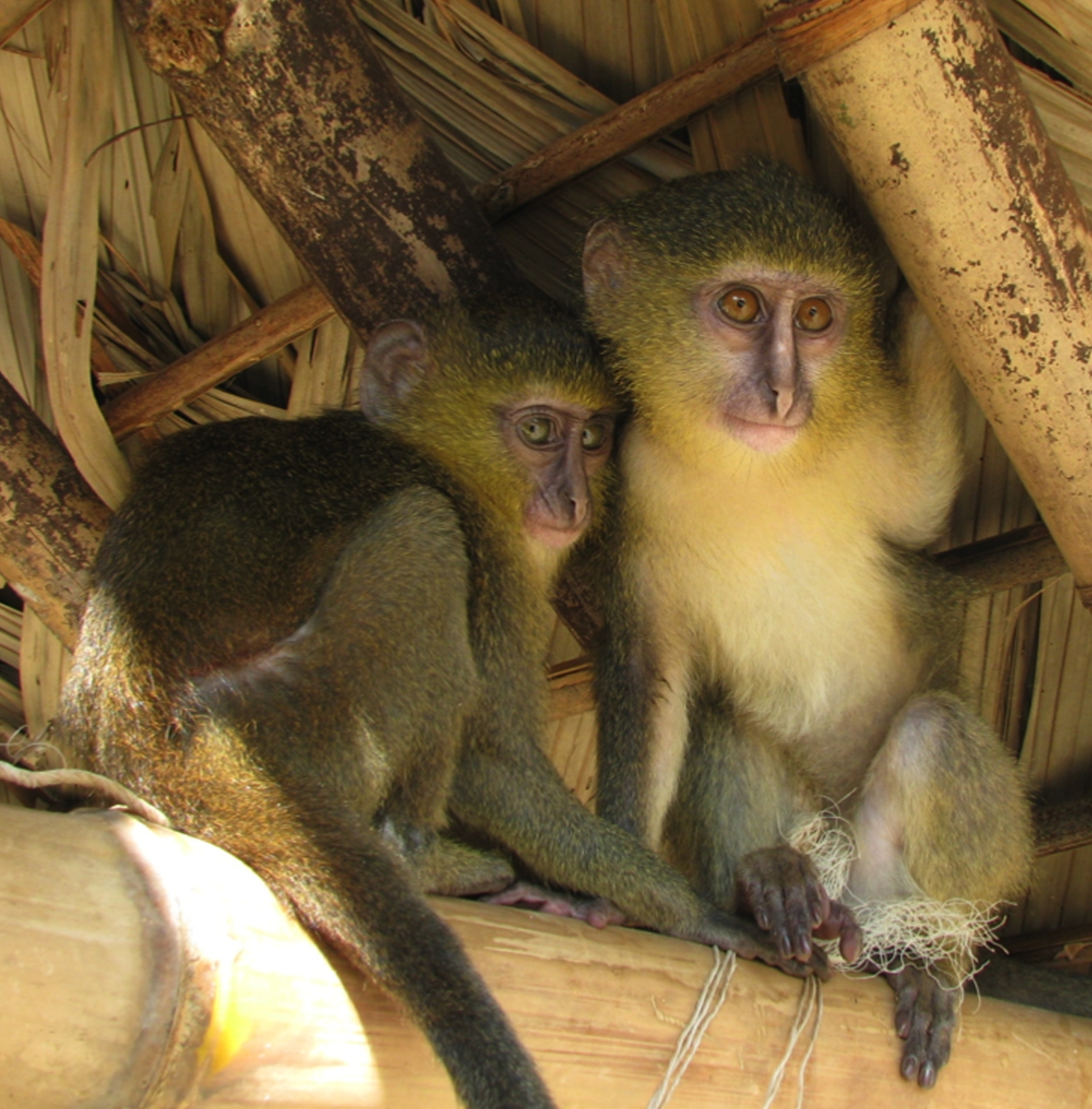
Deux jeunes lesula (Cercopithecus lomamiensis).

## Répartition et habitat
Le Lesula est endémique de la République démocratique du Congo. Il vit dans la forêt tropicale humide de basse altitude. Son aire de répartition,  d'environ 17 000 km2, est délimitée par les rivières Tshuapa et Lomami. Ces barrières biogéographiques ont pu contribuer à l'isolation et la spéciation du Lesula.

## Répartition
Ce primate se nourrit principalement de feuilles, fruits et fleurs des plantes de la famille des Marantacées.

## Publication originale
- (en) John A Hart, Kate M Detwiler, Christopher C Gilbert, Andrew S Burrell, James L Fuller, Maurice Emetshu, Terese B Hart, Ashley Vosper, Eric J Sargis et Anthony J Tosi, « Lesula: a new species of Cercopithecus monkey endemic to the Democratic Republic of Congo and implications for conservation of Congo's central basin », PLOS One, PLoS, vol. 7, no 9,‎ 12 septembre 2012, e44271 (ISSN 1932-6203, OCLC 228234657, PMID 22984482, PMCID 3440422, DOI 10.1371/JOURNAL.PONE.0044271, lire en ligne).